# Sinophasma
Sinophasma is een geslacht van Phasmatodea uit de familie Diapheromeridae. De wetenschappelijke naam van dit geslacht is voor het eerst geldig gepubliceerd in 1940 door Günther.

## Soorten
Het geslacht Sinophasma omvat de volgende soorten:
- Sinophasma angulatum Liu, 1987
- Sinophasma atratum Chen & He, 2000
- Sinophasma biacuminatum Chen & He, 2006
- Sinophasma bii Ho, 2012
- Sinophasma brevipenne Günther, 1940
- Sinophasma curvatum Chen & He, 1994
- Sinophasma daoyingi Ho, 2012
- Sinophasma furcatum Chen & He, 1993
- Sinophasma guangdongensis Ho, 2012
- Sinophasma hainanensis Liu, 1987
- Sinophasma hoenei Günther, 1940
- Sinophasma jinxiuense Chen & He, 2008
- Sinophasma klapperichi Günther, 1940
- Sinophasma largum Chen & Chen, 1998
- Sinophasma latisectum Chen & Chen, 1997
- Sinophasma maculicruralis Chen, 1986
- Sinophasma mirabile Günther, 1940
- Sinophasma obvium (Chen & He, 1995)
- Sinophasma pseudomirabile Chen & Chen, 1996
- Sinophasma rugicollis Chen, 1991
- Sinophasma striatum Chen & He, 2006
- Sinophasma trispinosum Chen & Chen, 1997
- Sinophasma truncatum (Shiraki, 1935)
- Sinophasma unispinosum Chen & Chen, 1997
- Sinophasma vietnamense Chen & Chen, 1999